# Le Planquay
Planquay – miejscowość i gmina we Francji, w regionie Normandia, w departamencie Eure.
Według danych na rok 1999 gminę zamieszkiwały 123 osoby, a gęstość zaludnienia wynosiła 30 osób/km² (wśród 1421 gmin Górnej Normandii Planquay plasuje się na 759 miejscu pod względem liczby ludności, natomiast pod względem powierzchni na miejscu 770).